# مواوا
مواوا (به لاتین: Mława) یک منطقهٔ مسکونی در لهستان است که در شهرستان مواوا واقع شده‌است. مواوا ۳۵٫۵ کیلومتر مربع مساحت و ۳۰٬۹۵۷ نفر جمعیت دارد.

## خواهرخوانده
شهرهای ساورن و موکسوفو خواهرخوانده‌های مواوا هستند.